# Mini Israel

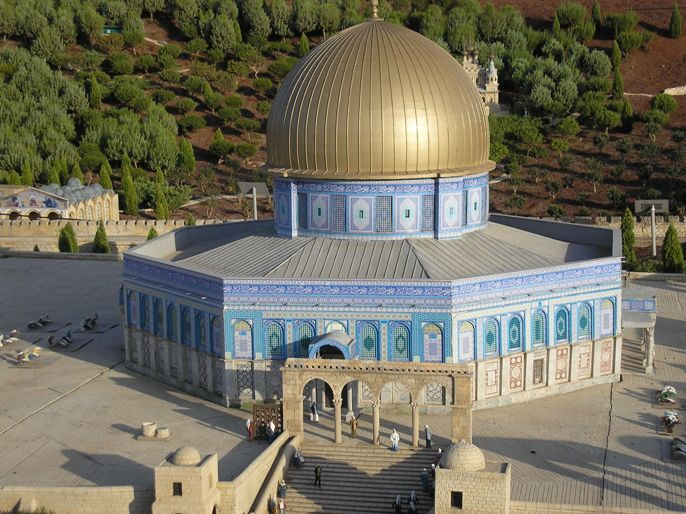
A park fő attrakciója a jeruzsálemi Sziklamecset, 1:25 méretarányban

A Mini Israel (héberül: מיני ישראל) maketteket bemutató park Latrun közelében Tel-Aviv és Jeruzsálem között. A 2002 novemberében megnyílt park mintegy 350 modellt mutat be.
A középpontban az Izraelben képviselt három nagy világvallás vallási épületei állnak, a kiállítás körülbelül egyharmada ilyen épületek másolataiból áll. Többek között a jeruzsálemi Sziklamecsetről, az Al-Aksza-mecsetről készült makettek láthatók 1:25-ös méretarányban.

## Bemutatása
Az állandó kiállítás bemutatja a judaizmus, a kereszténység és az iszlám szempontjából fontos izraeli helyszíneket és építményeket. A lelőhelyek történelmi, régészeti, kulturális, vallási és etnikai jelentőségűek, ábrázolják a helyszíneket és a hozzájuk kapcsolódó népcsoportokat, például különböző muszlim kulturális csoportokat, az országban élő zsidókat és keresztényeket, de drúzokat, beduinokat és másokat is.  A tájékoztató feliratok héberül, arabul és angolul olvashatók. A látogatók 95%-a izraeli.
A komplexum 60 000 négyzetméteren (14,8 hektáron), a modellek több mint 35 000 négyzetméteren (8,6 hektáron) láthatók. A parkban található még egy ajándékbolt, néhány étterem és pihenőhely, valamint egy előadás- és találkozóterem, ahol a park létrehozásáról szóló filmet vetítenek.

## Története
A park szlogenje a megalakulása óta a „Láss mindent – kicsiben”. A tervezők, építészek és modellépítő csapat több mint 100 emberből állt az izraeli társadalom és vallások minden részéből. Közülük sok új bevándorló a volt Szovjetunióból érkezett. A park Eiran Gazit izraeli vállalkozó ötlete volt, aki 1986-ban a híres hollandiai Madurodam miniatűr városának meglátogatása után határozta el a Mini Israel megvalósítását.
Az első intifáda miatt csak 1994-ben kezdődött el a park építésének tervezése. A parkot Gazit és partnerei hozták létre. Főleg két nagy befektetési csoport finanszírozta: a Granite HaCarmel és a Shikun Ubinui csoport. 20 millió dollárba került, és a finanszírozás 15%-a az Izraeli Turisztikai Hivataltól származott. Megnyitása első kilenc hónapjában 350 000 látogatója volt.

## A modellek
A modellek elkészítéséhez workshopokat tartottak Izrael-szerte. A volt Szovjetunió művészei különösen élen jártak a tervezésben. Számítógépes tervek alapján készítették el a modelleket.
Az épületek többnyire 1:25 méretarányban valósultak meg.
- A Mózes-emlékmű – 1:250
- Az Orot Rabin Erőmű – 1:50
- Jeruzsálem és Acre falai – 1:50
- Menóra a Knesset udvarban – 1:15

Minden elem poliészterből vagy hasonló polimer anyagokból vagy zúzott kőből készült. A maketteket vízálló festékkel festették le, hogy a tárgyak ellenálljanak a szélnek és az időjárásnak.

## Tömegsír
A park területén található mintegy 80 egyiptomi kommandós jelöletlen tömegsírja, akik a közelben haltak meg az 1967-es hatnapos háború során. Az 1990-es években az izraeli katonai cenzor megtiltotta az információ közzétételére tett kísérletet, de 2022-ben feloldották a tiltási parancsot.

## Képgaléria

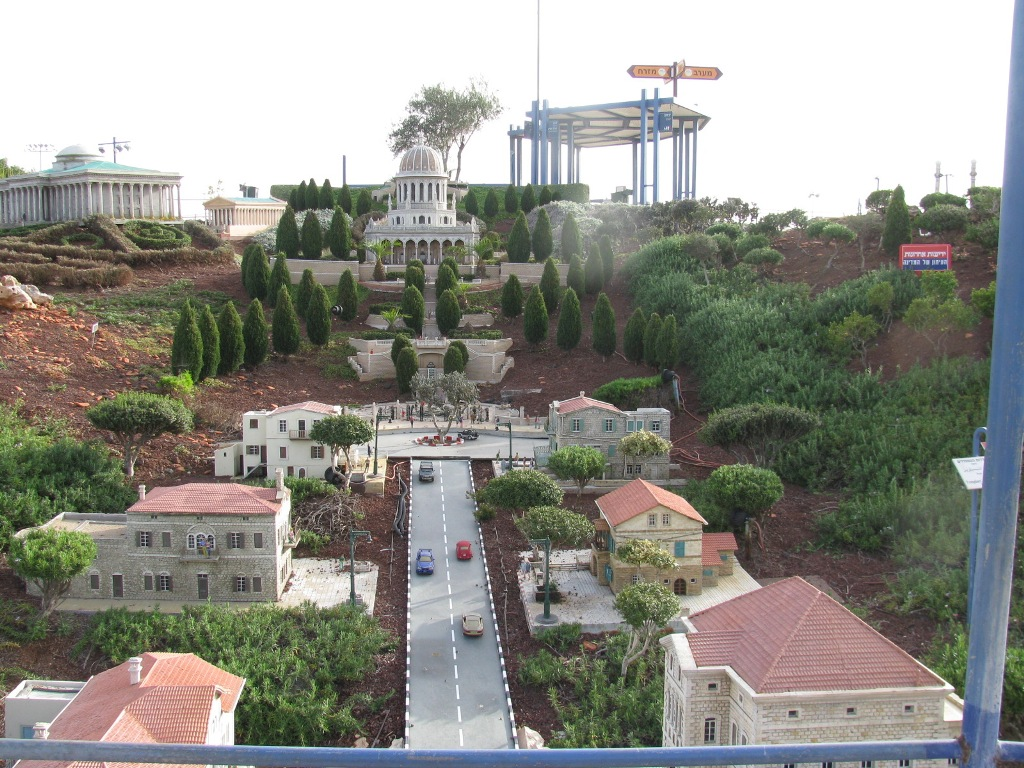
A haifai függőkertek
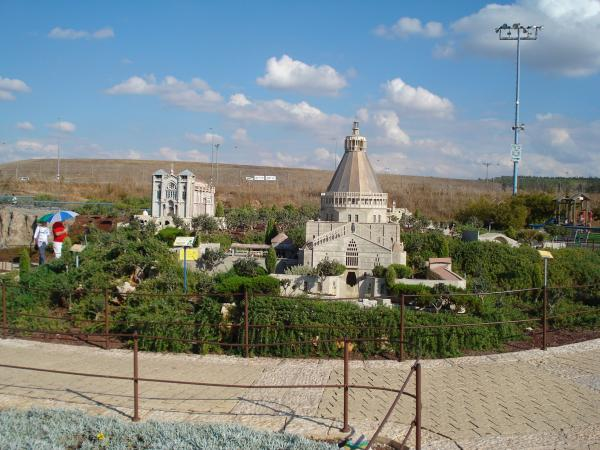
Angyali üdvözlet bazilika és a Szalézi templom (Názáret)
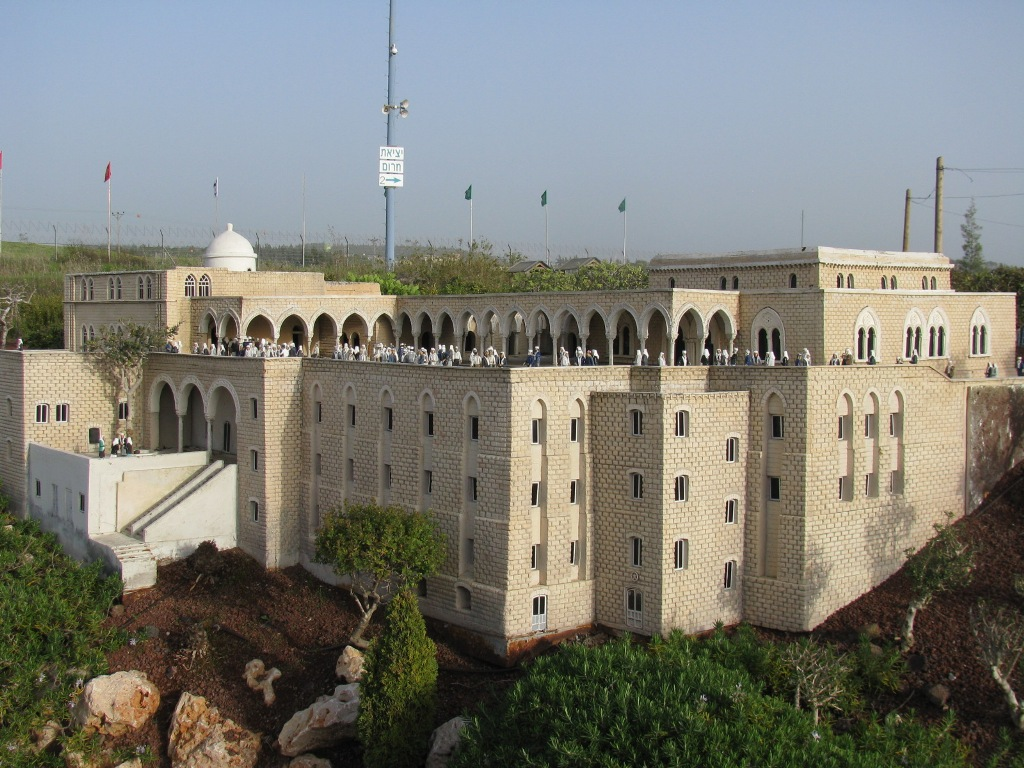
Shuaib (Hittin)
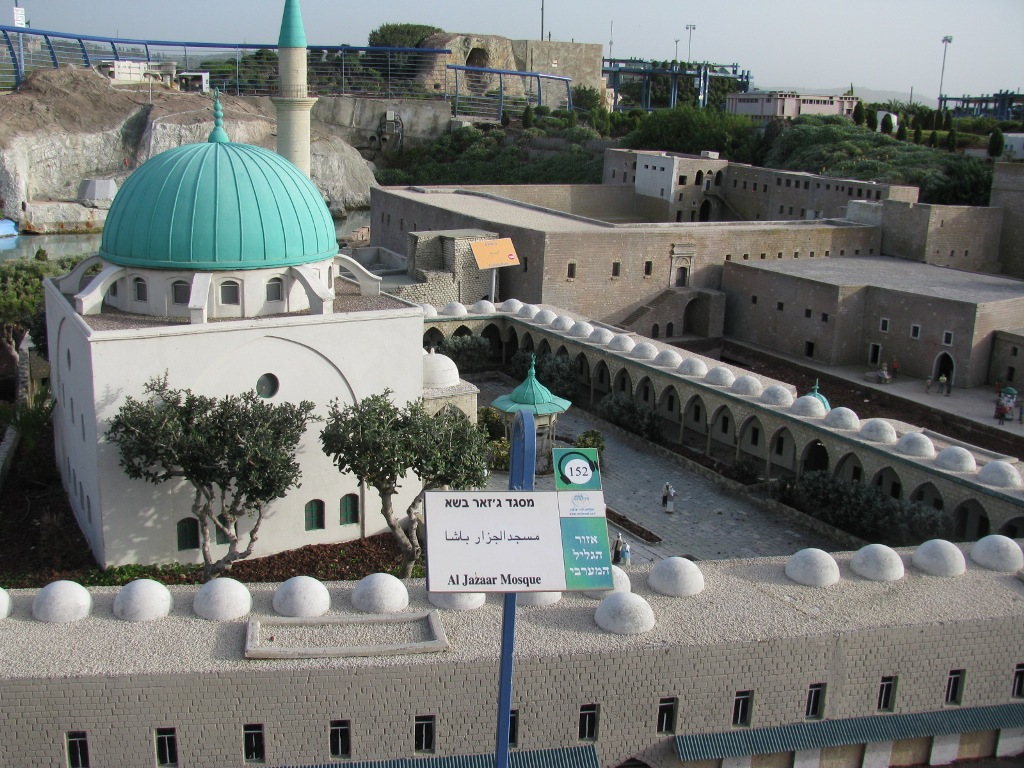
Al-Jazzar mecset (Akko)
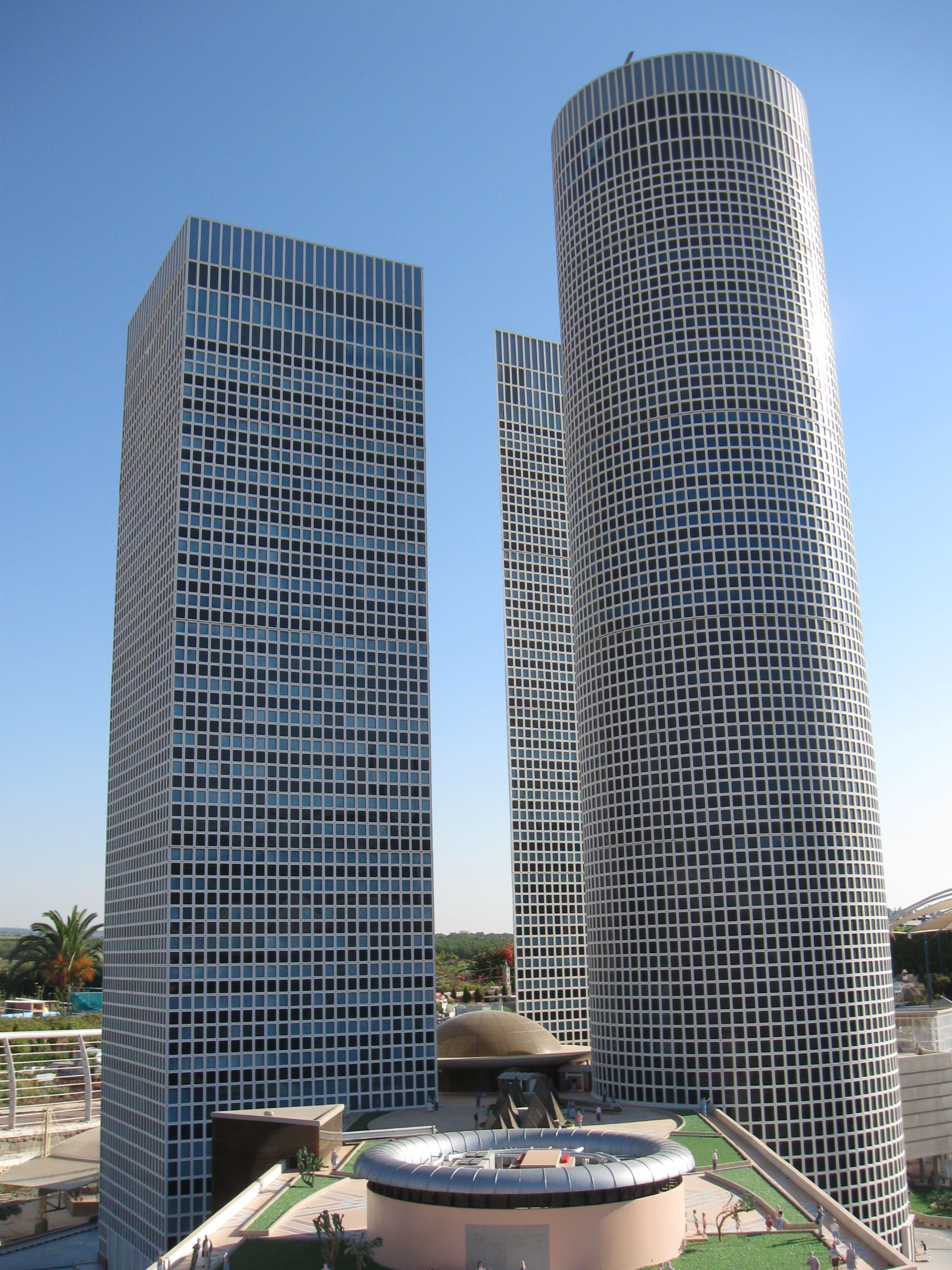
Azrieli Center (Tel-Aviv)
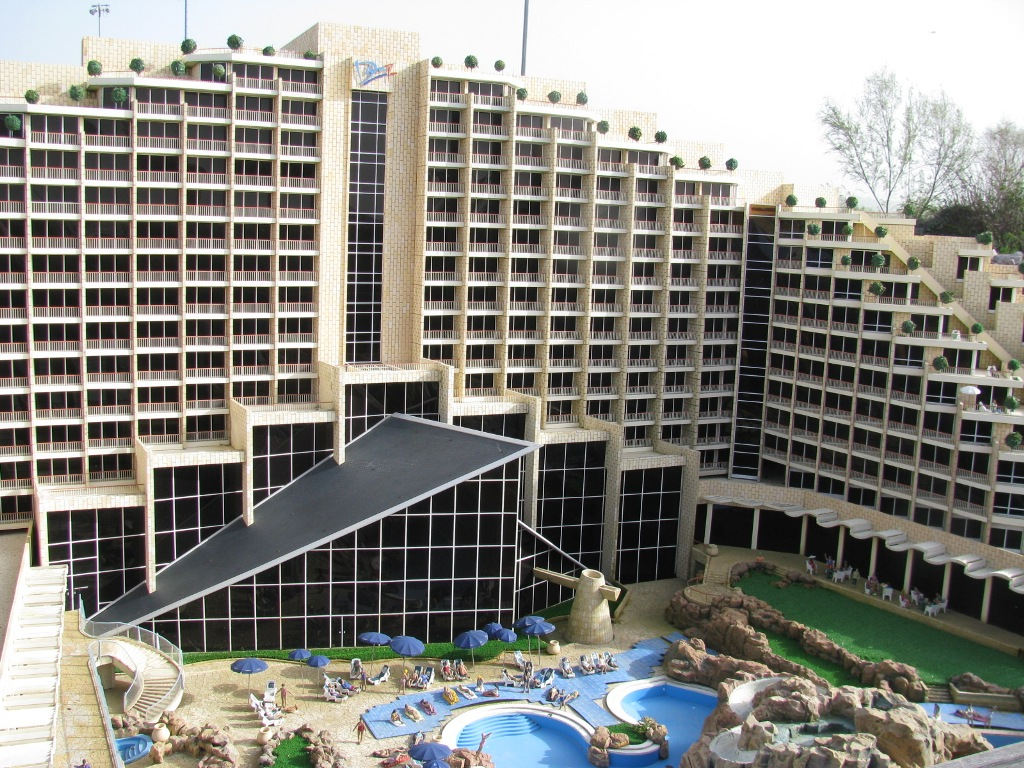
Dan Eilat hotel (Eilat)
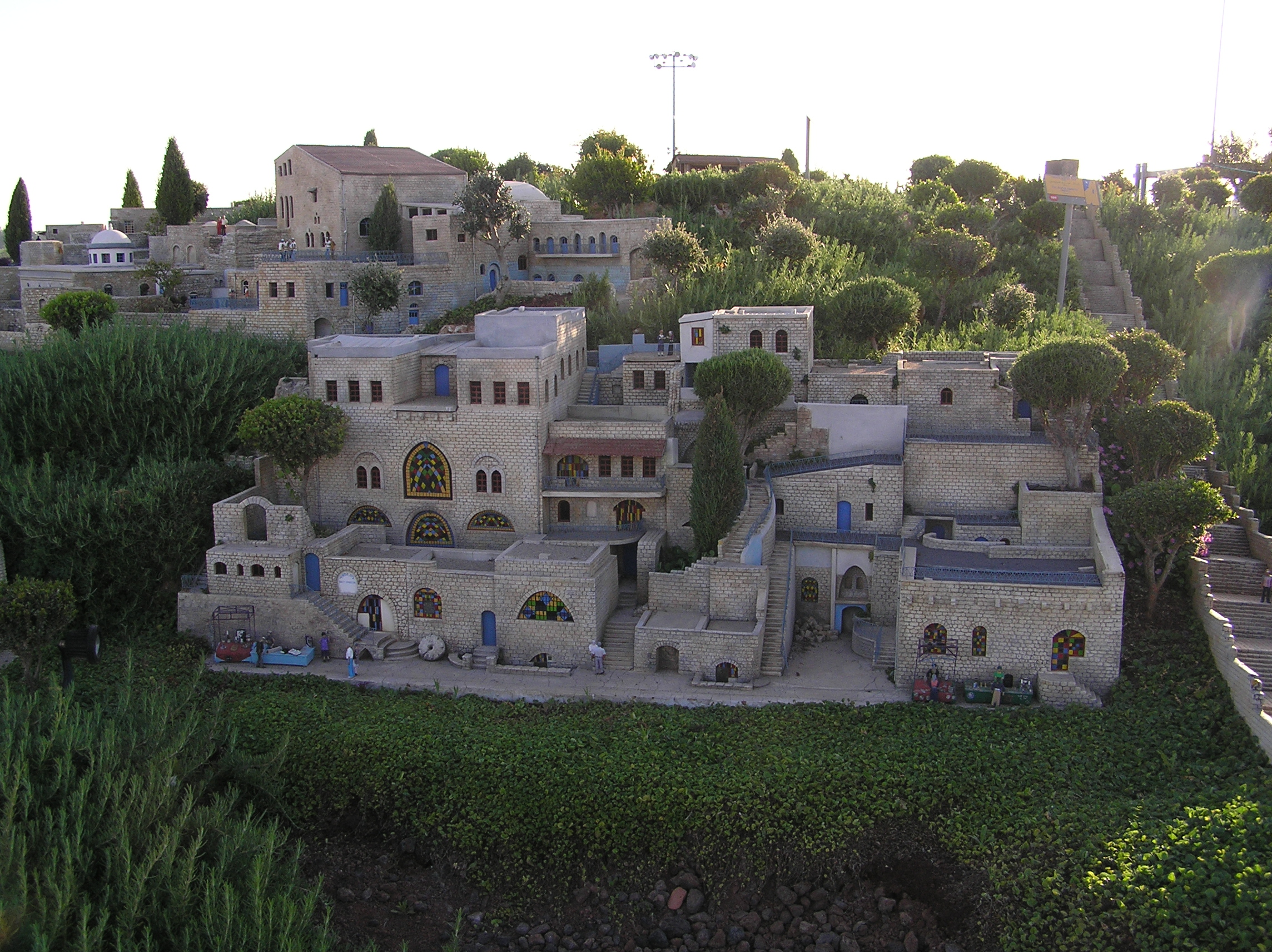
Safed városa
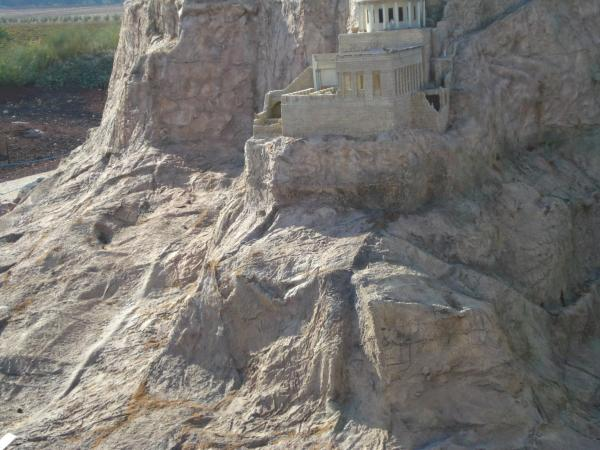
Masszáda
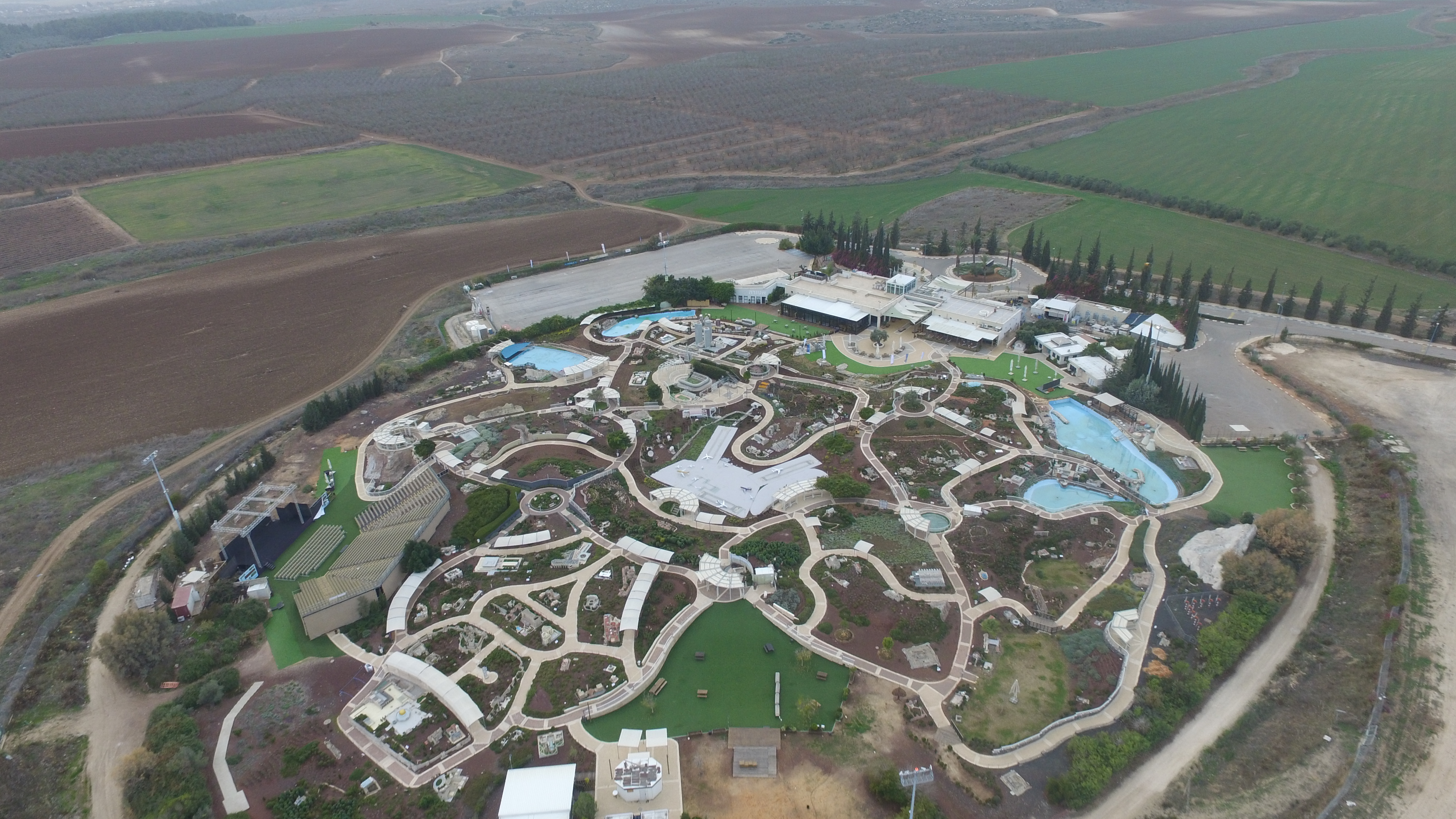
Kilátás a Mini Israelre
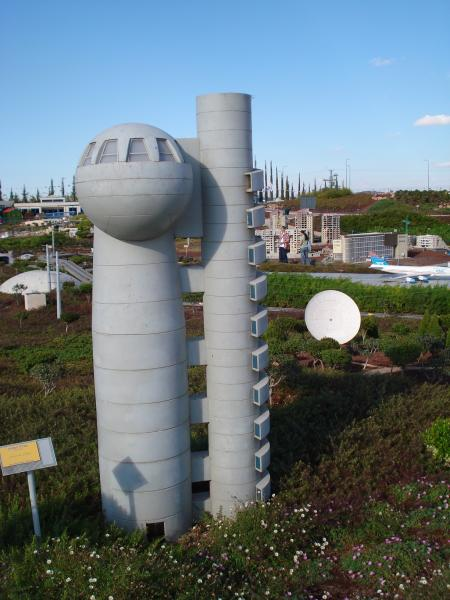
Weizmann Tudományos Intézet
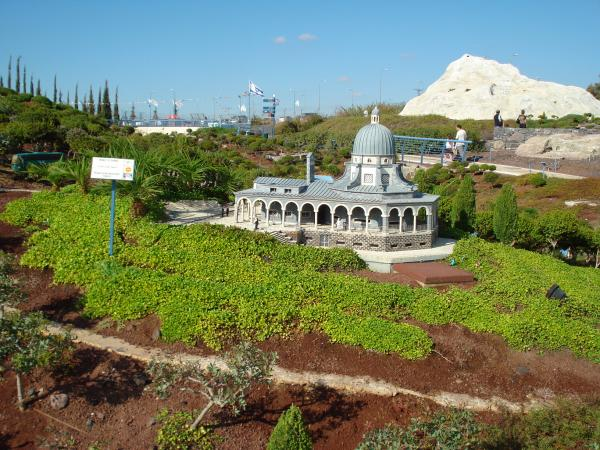
Boldogságok temploma (Kineret-tó)
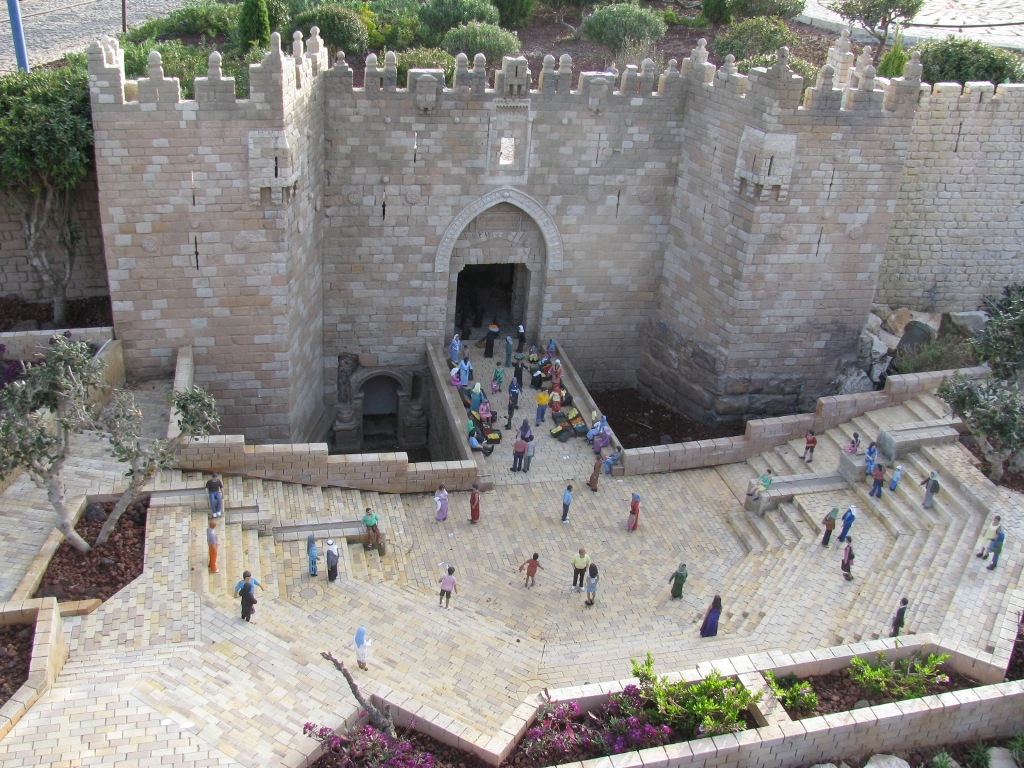
Damaszkusz-kapu (Jeruzsálem)

## Fordítás
- Ez a szócikk részben vagy egészben  a   Mini Israel című angol Wikipédia-szócikk ezen változatának fordításán alapul.  Az eredeti cikk szerkesztőit annak laptörténete sorolja fel. Ez a jelzés csupán a megfogalmazás eredetét és a szerzői jogokat jelzi, nem szolgál a cikkben szereplő információk forrásmegjelöléseként.